# اوژنی مونو
اوژنی مونو (انگلیسی: Eugène Monod؛ ۱۶ ژوئن ۱۸۷۱ – ۹ نوامبر ۱۹۲۹) معمار اهل سوئیس بود.
از افتخارات وی می‌توان به کسب مدال طلا معماری در بخش مسابقات هنری بازی‌های المپیک تابستانی ۱۹۱۲ اشاره کرد.